# Венети (јадрански)
Венети или Венеди, Венди, је народ који је живео на подручју данашње Венеције (отуд Венецији и назив). Помиње се у историјским изворима Плинија Старијег (1. век), Тацита (око 55. до око 120), Птолемеја (2. век). Tabula Peutingeriana с краја 3. века спомиње их међу „највећим народима”; порекло назива није сасвим познато. Немци тако зову (Венди, Винди) и Лужичке Србе, а Аустријанци Градишћанске Хрвате. Рукавац Боденског језера носи назив Venetus lacus.
Древни Венети су говорили венетски, изумрли индоевропски језик који је познат на темељу око 300 кратких записа који датирају од 6. до 1. века п. н. е. Венетски је, по свему судећи, имао одређене сличности с латинским и другим италским језицима, али и с германским и келтским. Венетски се не сме мешати с венецијанским, савременим романским језиком којим се говори у области.
У Италији се за тај народ користи израз Палеовенети како би их се разликовали од савремених становника регије Венето, за које се на италијанском користи израз Венети. Углавном се сматра како нису у сродству с галским Венетима, односно келтском племену које је живело на обали Атлантика.
Нека од племена за које се наводи да припадају Илирима, као Карни, Хистри и Либурни, су били у сродству с Венетима.